# Listă de seriale anime fantastice
Aceasta este o listă de seriale anime fantastice în ordine alfabetică:
Cuprins: Început - 0–9 A B C D E F G H I J K L M N O P Q R S T U V W X Y Z

## 0–9
- 07-Ghost[1]
- 10 Tokyo Warriors[2]
- 11eyes[3]
- 3×3 Eyes[4]

## A
- A Certain Magical Index[5] (Toaru Majutsu no Indekkusu)
- A Little Snow Fairy Sugar[6] (Chitchana Yukitsukai Shugā)
- Absolute Duo[7]
- Ah My Buddha
- Ajin: Demi-Human[8]
- Air[9]
- Akahori Gedou Hour Rabuge[10]
- Akame ga Kill![11]
- Akatsuki no Yona: Yona of the Dawn[12]
- Akazukin Chacha[13]
- Amatsuki[14]
- Amon Saga[15]
- Angel Beats![16]
- Angel Tales[17]
- Angel Sanctuary[18]
- Angelique[19]
- Anohana: The Flower We Saw That Day
- Anti-Magic Academy: The 35th Test Platoon[20]
- Arata: The Legend
- Arc the Lad[21]
- Arcana
- Asura Cryin'[22]
- Atelier Escha & Logy: Alchemists of the Dusk Sky[23]
- Attack on Titan[24][25]
- Ayakashi
- Aura Battler Dunbine[26]

## B
- Babel II[27]
- Bastard!![28]
- Beet the Vandel Buster[29]
- Berserk[28]
- Beyond the Boundary (Kyōkai no Kanata)[30]
- Big Order[31]
- Bikini Warriors[32]
- Black Blood Brothers[33]
- Black Clover
- Black God (Kuro Kami)
- Blade of the Immortal[34]
- Bleach[35]
- Blood-C[36]
- Blood Reign: Curse of the Yoma
- Bludgeoning Angel Dokuro-Chan[37]
- Blue Blink
- Blue Dragon[38]
- Boogiepop Phantom[39]
- Boruto: Naruto Next Generations
- Bottle Fairy  (Binzume Yōsei)[40]
- Busou Renkin

## C
- Cardcaptor Sakura
- Cardfight!! Vanguard
- Ceres, Celestial Legend
- Charlotte[41]
- Children Who Chase Lost Voices
- Chrome Shelled Regios
- Clannad
- Claymore[28]
- Creamy Mami, the Magic Angel

## D
- D.Gray-man
- D.N.Angel
- Da Capo
- Da Capo II
- Da Capo III
- Damekko Dōbutsu
- Date A Live
- Deltora Quest
- Demon Slayer: Kimetsu no Yaiba
- Descendants of Darkness (Yami no Matsuei)
- Detatoko Princess
- Di Gi Charat
- Dog Days
- Dragon Ball
- Dragon Ball Z
- Dragon Ball GT
- Dragon Ball Z Kai
- Dragon Ball Super
- Dragon Ball Daima
- Dragon Crisis!
- Dragon Drive
- Dragon Half
- Dragon Quest
- Dragon Quest: Dai no Daibōken
- Dragon Quest: Emblem of Roto
- Dragonaut: The Resonance
- Dream Eater Merry (Yumekui Merī)
- Dream Hunter REM[42]
- Dusk Maiden of Amnesia

## E
- Earth Maiden Arjuna (Chikyū Shōjo Arujuna)
- Eden's Bowy
- El-Hazard
- Elemental Gelade
- Elf Princess Rane (Fairy Princess Ren)
- Escaflowne

## F
- Fairy Tail
- Fancy Lala (Mahō no Stage Fancy Lala)
- Fate/kaleid liner Prisma Illya
- Fate/stay night
- Fate/Zero
- Fighting Foodons
- Final Fantasy: Legend of the Crystals
- Final Fantasy: Unlimited
- Final Fantasy VII: Advent Children
- Fire Emblem
- Flame of Recca (Rekka no Honō)
- Frieren: Beyond Journey's End
- Fruits Basket
- Full Moon o Sagashite (In Search of the Full Moon)
- Fullmetal Alchemist (Hagane no Renkinjutsushi)
- Fullmetal Alchemist: Brotherhood
- Fushigi Yûgi (Fushigi Yûgi: The Mysterious Play)
- Fushigiboshi no Futagohime (Twin Princesses of the Wonder Planet)
- Futari wa Pretty Cure

## G
- Gate
- Gate Keepers
- Gensomaden Saiyuki
- Ghost Slayers Ayashi (Tenpō Ibun Ayakashi Ayashi)
- Go! Princess PreCure
- Grander Musashi
- Ground Defense Force! Mao-chan
- Guilty Crown
- Guin Saga[28]

## H
- Haibane Renmei
- Hakushaku to Yōsei (Earl and Fairy)
- Hans Christian Andersen's The Little Mermaid
- Happiness!
- HappinessCharge PreCure!
- HeartCatch PreCure!
- Hare Tokidoki Buta (Tokyo Pig)
- Hellsing
- Heroic Age
- Heroic Legend of Arslan[28]
- High School DxD
- Hiiro no Kakera
- Hime-sama Goyōjin
- Himitsu no Akko-chan
- Howl's Moving Castle
- Hoshin Engi (Soul Hunter)
- Hunter × Hunter
- Hyperdimension Neptunia: The Animation (Chōjigen Geimu Neputeyūnu)

## I
- I Couldn't Become a Hero, So I Reluctantly Decided to Get a Job. (Yu-Shibu, Yūsha ni Narenakatta Ore wa Shibushibu Shūshoku o Ketsui Shimashita)
- Inari, Konkon, Koi Iroha
- Inuyasha
- Inukami!
- Inu x Boku SS (Inu x Boku Secret Service)
- Is It Wrong to Try to Pick Up Girls in a Dungeon?
- Ixion Saga DT

## J
- Jing: King of Bandits
- Jewelpet
- JoJo's Bizarre Adventure: Stardust Crusaders[43]
- Jujutsu Kaisen
- Junkers Come Here

## K
- Mekakucity Actors
- Kagihime Monogatari Eikyū Alice Rondo
- Kamichama Karin
- Kamisama Kiss (Kamisama Hajimemashita)
- Kekkaishi
- Kemono no Sōja Erin
- Kanon
- Kiba
- Kiki's Delivery Service (Majo no Takkyūbin)
- Kirby: Right Back at Ya! (Hoshi no Kirby)
- Kobato.
- Koi suru Tenshi Angelique
- KonoSuba
- Kuromajo-san ga Toru!!
- Kyo Kara Maoh!

## L
- Legend of Crystania
- Legendz
- Lilpri
- Little Busters!
- Little Nemo: Adventures In Slumberland (1989 American & Japanese collaboration)
- Living for the Day After Tomorrow (Asatte no Hōkō)
- Log Horizon[44]
- Loveless

## M
- Maburaho
- Magi: The Labyrinth of Magic
- Magic Knight Rayearth[28]
- Magic User's Club (Mahō Tsukai Tai!)
- Magical Canan
- Magical Girl Lyrical Nanoha
- Magical Girl Lyrical Nanoha A's
- Magical Girl Lyrical Nanoha Strikers
- Magical Meow Meow Taruto
- Magical Princess Minky Momo
- Magical Warfare (Mahō Sensō)
- Magikano
- Mahōjin Guru Guru
- Makai Senki Disgaea
- Mamotte! Lollipop
- Mamotte Shugogetten
- Maoyu
- MapleStory
- MÄR (Märchen Awakens Romance)
- Maria the Virgin Witch
- Master of Epic: The Animation Age
- Maze
- Megami Paradise
- Mermaid Melody Pichi Pichi Pitch
- Mirmo!
- Miyuki-chan in Wonderland
- Moeyo Ken (Kidō Shinsengumi Moeyo Ken)
- Mon Colle Knights
- Monster Musume[45]
- Moribito: Guardian of the Spirit (Seirei no Moribito)
- Munto
- Murder Princess
- Muromi-san
- My Bride Is a Mermaid (Seto no Hanayome)
- My Hero Academia
- My-HiME
- My Neighbor Totoro (Tonari no Totoro)
- My-Otome
- Myriad Colors Phantom World
- Mysterious Thief Saint Tail (Kaitō Seinto Tēru)

## N
- Naruto
- Naruto Shippūden
- Natsume's Book of Friends
- Negima! Magister Negi Magi[46]
- Neo Ranga
- Night Wizard!
- Nura: Rise of the Yokai Clan
- Nurse Witch Komugi
- No Game No Life
- Noragami

## O
- Ōban Star-Racers
- Oh My Goddess! (Aa! Megamisama!)
- Ojamajo Doremi (Magical DoReMi)
- Ojarumaru
- Oku-sama wa Mahō Shōjo: Bewitched Agnes
- Omishi Magical Theater: Risky Safety
- One Piece
- Otogi-Jūshi Akazukin
- Outlaw Star

## P
- Pandora Hearts
- Panzer World Galient
- Petite Princess Yucie (Puchi Puri Yucie)
- Petopeto-san
- Pita-Ten
- Pixie Pop
- Pokémon
- Pom Poko (Heisei Tanuki Gassen Ponpoko)
- Ponyo (Gake no Ue no Ponyo)
- Popotan
- Prétear (Shin Shirayuki-hime Densetsu Purītia)
- Pretty Cure (Futari wa Precure)
- Princess Mononoke (Mononoke-hime)
- Princess Tutu
- Prism Ark
- Puella Magi Madoka Magica

## Q
- Queen's Blade
- Queen's Blade Rebellion

## R
- Rage of Bahamut: Genesis (Shingeki no Bahamut Genesis)
- Ragnarok the Animation
- Rakudai Kishi no Cavalry
- Rakugo Tennyo Oyui
- Ranma ½
- Rave Master
- Răzbunătorii din Tokio
- Record of Lodoss War[28]
- Renkin 3-kyū Magical? Pokān
- Rental Magica
- Revolutionary Girl Utena (Shoujo Kakumei Utena)
- RG Veda
- Romeo × Juliet
- Ronin Warriors (Yoroiden Samurai Troopers)
- Rozen Maiden
- Ruin Explorers (Hikyou Tanken ...)
- Rune Soldier (Magical Soldier Louie)
- Rosario + Vampire

## S
- Sailor Moon (Bishoujo Senshi Sailor Moon)
- Saint October
- Saint Tail (Kaitou Saint Tail)
- Sakura Wars
- Samurai Girl: Real Bout High School
- Sanzoku no Musume Rōnya
- Scrapped Princess[28]
- Shakugan no Shana
- Shamanic Princess
- Shattered Angels (Kyōshirō to Towa no Sora)
- Shigofumi: Letters from the Departed
- Shining Tears X Wind
- Shinkyoku Sōkai Polyphonica
- Shugo Chara!
- Shuffle!
- Sisters of Wellber
- Slayers[28]
- Smile PreCure! (Smile Pretty Cure!)
- Sola
- Someday's Dreamers
- Sonic X
- Sorcerer Hunters[28]
- Sorcerous Stabber Orphen
- Soul Eater
- Spice and Wolf[28]
- Spirited Away (Sen to Chihiro no Kamikakushi)
- Strange Dawn
- Strike the Blood
- Sugar Sugar Rune
- Suite PreCure
- Sword Art Online

## T
- Tai-Madō Gakuen 35 Shiken Shōtai
- Tales from Earthsea
- Tales of the Abyss
- Tales of Phantasia: The Animation
- Tales of Symphonia
- Tatsu no ko Taro (Taro the Dragon Boy)
- Tayutama: Kiss on my Deity
- Tears to Tiara
- Tenbatsu! Angel Rabbie (Heaven's Judgement! XX Angel Rabbie)
- Tenkai Knights
- The Betrayal Knows My Name (Uragiri wa Boku no Namae o Shitteiru)
- The Cat Returns
- The Cosmopolitan Prayers
- The Devil Is a Part-Timer![25]
- The Familiar of Zero (Zero no Tsukaima)
- The Great Adventure of Horus, Prince of the Sun
- The Good Witch of the West
- The Heroic Legend of Arslan
- The Irregular at Magic High School
- The Law of Ueki
- The Legend of the Legendary Heroes
- The Mythical Detective Loki Ragnarok
- The Pilot's Love Song
- The Sea Prince and the Fire Child
- The Seven Deadly Sins
- The Severing Crime Edge
- The Snow Queen
- The Story of Saiunkoku (Saiunkoku Monogatari)
- The Testament of Sister New Devil
- The Twelve Kingdoms (Jūni Kokuki)
- The Vision of Escaflowne[28]
- The World God Only Knows
- The World Is Still Beautiful (Soredemo Sekai wa Utsukushii)
- Those Who Hunt Elves
- Tōka Gettan
- Tokyo Mew Mew
- Tokyo Babylon
- Tokyo Ghoul[47]
- Tokyo Ravens
- Trinity Seven
- Tsubasa: Reservoir Chronicle
- Tweeny Witches (Mahou Shoujo Tai Arusu)

## U
- Unbreakable Machine-Doll[48] (Mashin-Dōru wa Kizutsukanai)
- Unico
- Unlimited Fafnir
- Ushio and Tora
- Uta Kata
- Utawarerumono[28]

## V
- Violet Evergarden
- Violinist of Hameln

## W
- Wedding Peach (Ai Tenshi Densetsu Wedingu Pīchi)
- When Supernatural Battles Became Commonplace
- Windaria
- Wind: A Breath of Heart
- Witch Craft Works
- Witch Hunter Robin
- Wizard Barristers
- Wolf Children (Ōkami Kodomo no Ame to Yuki)

## X
- X/1999 (X)

## Y
- Yami to Bōshi to Hon no Tabibito (Darkness, the Hat, and the Travelers of the Books, Yamibō)
- Yo-Kai Watch
- Yoshinaga-san Chi no Gargoyle
- Yōtōden
- Yumeria
- Ys
- Yu-Gi-Oh!
- Yu-Gi-Oh! GX
- Yu-Gi-Oh! 5D's
- Yu-Gi-Oh! Zexal
- Yu-Gi-Oh! Arc-V
- Yu-Gi-Oh! VRAINS
- Yu-Gi-Oh! Sevens
- Yu-Gi-Oh! Go Rush!!
- Yurikuma Arashi[49]
- Yu Yu Hakusho

## Z
- Zatch Bell! (Konjiki no Gash Bell!!)
- Zenki (Kishin Dōji Zenki)
- Zom 100: Zombie ni Naru made ni Shitai 100 no Koto